# 나현 (바둑 기사)
나현(羅玄, 1995년 1월 30일~)은 대한민국의 바둑 기사이다. 2010년 프로가 되었다.

## 경력
- 2010년 제2회 BC카드배 64강
- 2011년 제39기 명인전 본선, 제16회 삼성화재배 4강(생애 첫 세계대회 4강)
- 2012년 제4회 BC카드배 32강, 제56기 국수전 본선, 제17회 LG배 8강, 제18회 GS칼텍스배 24강
- 2013년 3단 승단, 제9회 한국물가정보배 16강, 제4회 인천 실내&무도 아시안게임 바둑 혼성페어 은메달, 남자단체 금메달
- 2014년 초상부동산배 2연승(천야오예, 판팅위), 글로비스배 8강, 한국물가정보배 우승(대 박창명 2:0)
- 2015년 천원전 우승(대 신민준 2:0)으로 6단 승단, 글로비스배 준우승, 한중 천원전 준우승
- 2016년 제35기 KBS바둑왕전 준우승, 8단으로 승단
- 2017년 29회 TV 바둑 아시아 선수권대회 우승
- 2018년 9단 승단[1]